# Paul Basonga
Paul Basonga (* 7. September 1994 in Wien) ist ein österreichischer Schauspieler.

## Leben
Paul Basonga hat kongolesische Wurzeln, wurde in Wien geboren und wuchs dort auf. Er begann im Jahr 2012 unter der Regie von Elfriede Ott und Bruno Max seine schauspielerische Tätigkeit und spielte an der Burg Liechtenstein, im Stadttheater Mödling, Theater Scala, Theater Spielraum sowie bei den Sommerfestspielen in Parndorf. 2017 begann er sein Schauspielstudium am Max Reinhardt Seminar der Universität für Musik und darstellende Kunst Wien, das er im Jahr 2021 abschloss. Schauspielunterricht erhielt er unter anderem bei Marcus Bluhm, Regina Fritsch, Sandra Cervik, Rosee Riggs, Maria Happel und Roland Koch.
Basonga lebt in Wien.

## Theater
Seit dem Beginn der Spielzeit 2021/22 spielt Paul Basonga öfters am Schauspiel Köln und wird dort als festes Ensemblemitglied geführt. Sein allererstes Stück war Ode von Thomas Melle unter der Regie von Rafael Sanchez. Danach spielte er in dem Stück Molière – Ich bin ein Dämon, Fleisch geworden und als Mensch verkleidet unter der Regie von Frank Castorf sowie in Der Weg zurück von Dennis Kelly. Regie führte hier Moritz Sostmann. Danach arbeitete er mit dem derzeitigen Intendanten des Hauses, Stefan Bachmann, für das Stück Der eingebildete Kranke von Molière zusammen (Stand September 2022) und später arbeitete er wieder mit dem Regisseur Moritz Sostmann für das Stück Vor Sonnenaufgang in der Bearbeitung von Ewald Palmetshofer zusammen.
Zur Spielzeit 2024/25 wechselte Basonga als festes Ensemblemitglied zum Wiener Burgtheater.
In Nikolai Wassiljewitsch Gogols Der Revisor spielte er unter der Regie von Mateja Koležnik am Akademietheater ab Dezember 2024 den Richter Ammos Fjodorowitsch.

## Film und Fernsehen
Im Fernsehen war Paul Basonga das erste Mal in dem Animations-Spielfilm Teheran Tabu unter der Regie von Ali Soozandeh zu sehen. Der Film wurde bei den Festivals in Cannes und Jerusalem gezeigt und in Jerusalem als bester Film ausgezeichnet. Episodenrollen hatte Basonga bisher in Serien wie CopStories und SOKO Donau/SOKO Wien,.
Im Jahr 2021 stand er mit Frederick Lau, Kida Khodr Ramadan, Thomas Mraz, Maya Unger, Zoë Straub u. v. a. für Dreharbeiten zur Wiener Stadtkomödie Der weiße Kobold unter der Regie von Marvin Kren vor der Kamera, in der er den bösartigen Unterwelt-Drogenbaron Heinzi X verkörperte, die von ARD/ORF produziert wurde. Im Februar 2022 stand er erneut vor der Kamera. Diesmal verkörperte er die Rolle des Raul für den Amazon-Prime-Weihnachtsfilm Sachertorte unter der Regie von Tine Rogoll, der auch Ende 2022 dort zu sehen sein wird. Der Film feierte im November 2022 im Stadtkino (Wien) seine Premiere. Im Jänner 2024 Verkörperte er Maik Ramirez in SOKO KÖLN.

## Filmografie (Auswahl)
- 2014: CopStories (Fernsehserie)
- 2015: SOKO Donau: Becks Blues (Fernsehserie)
- 2017: Teheran Tabu (Fernsehreihe)
- 2022: Der weiße Kobold (Fernsehreihe)
- 2022: Sachertorte (Spielfilm)
- 2023: SOKO Köln: Hände hoch (Fernsehserie)
- 2024: Crystal Wall

## Hörspiel (Auswahl)
- 2020: Sibylle Berg: Hauptsache Arbeit (Mann) – Bearbeitung und Regie: Harald Krewer, (Hörspielbearbeitung – ORF)[12]

## Werbung (Auswahl)
- 2017: Nescafé Gold Cappuccino – Started Celebrating
- 2017: Donau Versicherung – So stell ich mir das vor

## Auszeichnungen und Nominierungen
- 2015: Stadttheater Drachen Award: Bester Schauspieler als Lennie Small – Von Mäusen und Menschen
- 2017: TV-MEDIA – Shooting Stars: Nominierung als bester Fernseh Nachwuchsschauspieler